# Premier Handball League
Premier Handball League, tidigare Super-8, är den engelska handbollsligans högsta division. Premier Handball League består av två serier, den södra med 6 lag och den norra med 5 lag.